# Ben Radcliffe (aktor)
Ben Radcliffe (ur. 25 kwietnia 1998 w Leeds) – brytyjski aktor.

## Życiorys
Ben Radlicliffe urodził się 25 kwietnia 1998 roku w miejscowości Leeds. Ben uczęszczał do prywatnej szkoły Sylvia Young Theatre School.

## Kariera
Kariera zawodowa Bena rozpoczęła się w 2014 roku, gdy wystąpił w filmie Demon salsy, w którym wcielił się w młodego Bruce'a. Oprócz tego należał do głównej obsady seriali Evermoor i Pandora. W 2021 roku dołączył do obsady serialu produkcji Netflixa pt. Anatomia strachu.
Oprócz tego w 2023 roku Ben wystąpił w trzecim sezonie serialu Wiedźmin i w miniserialu stacji Apple TV+ pt. Władcy przestworzy.

## Filmografia

### Filmy
| Rok  | Tytuł       | Tytuł oryginalny | Rola          | Źr.   |
| ---- | ----------- | ---------------- | ------------- | ----- |
| 2014 | Demon salsy | Cuban Fury       | Młody Bruce   | [ 2 ] |
| 2023 | Pasterz     | The Shepherd     | Freddie Hooke | [ 7 ] |

### Seriale
| Rok       | Tytuł              | Tytuł oryginalny        | Rola                   | Uwaga                    | Źr.   |
| --------- | ------------------ | ----------------------- | ---------------------- | ------------------------ | ----- |
| 2017      | Evermoor           | The Evermoor Chronicles | Iggi                   | Rola główna, 11 odcinków | [ 1 ] |
| 2017      | The Lodge          | The Lodge               | Max                    | 1 odcinek                | [ 7 ] |
| 2018      | Okup               | Ransom                  | Henry Cummings         | 1 odcinek                | [ 7 ] |
| 2018      | Hetty Feather      | Hetty Feather           | Robert Grenford        | 4 odcinki                | [ 7 ] |
| 2019–2020 | Pandora            | Pandora                 | Ralen                  | Rola główna, 23 odcinki  | [ 7 ] |
| 2022      | Anatomia strachu   | Anatomy of a Scandal    | Młody James Whitehouse | Miniserial, 6 odcinków   | [ 7 ] |
| 2023      | Wiedźmin           | The Witcher             | Giselher               | 1 odcinek                | [ 7 ] |
| 2024      | Władcy przestworzy | Masters of the Air      | Kapitan John D. Brady  | Miniserial, 6 odcinków   | [ 7 ] |